# Bobby Clark
Robert „Bobby” Brown Clark (ur. 26 września 1945 w Glasgow) – szkocki piłkarz występujący podczas kariery na pozycji bramkarza.

## Kariera klubowa
Bobby Clark zawodową karierę rozpoczął w 1962 roku w trzecioligowym szkockim klubie Queen’s Park. Większość swojej kariery spędził w Aberdeen, w którym grał w latach 1965-1982. Z Aberdeen zdobył mistrzostwo Szkocji w 1980, Puchar Szkocji w 1982 oraz Pucharu Ligi Szkockiej w 1977. W trakcie gry w Aberdeen dwukrotnie w latach 1967 i 1976 był wypożyczany do występujących w North American Soccer League w Washington Whips i San Antonio Thunder. Karierę zakończył w drugoligowym Clyde w 1983.
| Sezon   | Klub                | Kraj              | Rozgrywki        | Mecze | Bramki |
| ------- | ------------------- | ----------------- | ---------------- | ----- | ------ |
| 1962/63 | Queen’s Park F.C.   | Szkocja           | Division Three   | 18    | 0      |
| 1963/64 | Queen’s Park F.C.   | Szkocja           | Division Three   | 30    | 0      |
| 1964/65 | Queen’s Park F.C.   | Szkocja           | Division Three   | 35    | 0      |
| 1965/66 | Aberdeen F.C.       | Szkocja           | Division One     | 33    | 0      |
| 1966/67 | Aberdeen F.C.       | Szkocja           | Division One     | 34    | 0      |
| 1967    | Washington Whips    | Stany Zjednoczone | NASL             | 12    | 0      |
| 1967/68 | Aberdeen F.C.       | Szkocja           | Division One     | 33    | 0      |
| 1968/69 | Aberdeen F.C.       | Szkocja           | Division One     | 14    | 0      |
| 1969/70 | Aberdeen F.C.       | Szkocja           | Division One     | 14    | 0      |
| 1970/71 | Aberdeen F.C.       | Szkocja           | Division One     | 34    | 0      |
| 1971/72 | Aberdeen F.C.       | Szkocja           | Division One     | 22    | 0      |
| 1972/73 | Aberdeen F.C.       | Szkocja           | Division One     | 33    | 0      |
| 1973/74 | Aberdeen F.C.       | Szkocja           | Division One     | 34    | 0      |
| 1974/75 | Aberdeen F.C.       | Szkocja           | Division One     | 33    | 0      |
| 1975/76 | Aberdeen F.C.       | Szkocja           | Premier Division | 20    | 0      |
| 1976    | San Antonio Thunder | Stany Zjednoczone | NASL             | 19    | 0      |
| 1976/77 | Aberdeen F.C.       | Szkocja           | Premier Division | 27    | 0      |
| 1977/78 | Aberdeen F.C.       | Szkocja           | Premier Division | 36    | 0      |
| 1978/79 | Aberdeen F.C.       | Szkocja           | Premier Division | 23    | 0      |
| 1979/80 | Aberdeen F.C.       | Szkocja           | Premier Division | 35    | 0      |
| 1980/81 | Aberdeen F.C.       | Szkocja           | Premier Division | 0     | 0      |
| 1981/82 | Aberdeen F.C.       | Szkocja           | Premier Division | 0     | 0      |
| 1982/83 | Clyde F.C.          | Szkocja           | First Division   | 4     | 0      |

## Kariera reprezentacyjna
W reprezentacji Szkocji Clark zadebiutował 22 listopada 1967 w wygranym 3-2 meczu el. Euro 68, który był jednocześnie meczem British Home Championship z Walią. Ostatni raz w reprezentacji wystąpił 14 lutego 1973 w przegranym 0-5 towarzyskim meczu z Anglią, który został rozegrany z okazji 100-lecia Scottish Football Association. W 1978 został powołany do kadry na mistrzostwa świata. Na mundialu w Argentynie był rezerwowym. Ogółem w reprezentacji rozegrał 17 meczów.
| Mecze i gole w reprezentacji | Mecze i gole w reprezentacji | Mecze i gole w reprezentacji | Mecze i gole w reprezentacji | Mecze i gole w reprezentacji | Mecze i gole w reprezentacji | Mecze i gole w reprezentacji             |
| #                            | Data                         | Miasto                       | Przeciwnik                   | Gol                          | Wynik                        |                                          |
| ---------------------------- | ---------------------------- | ---------------------------- | ---------------------------- | ---------------------------- | ---------------------------- | ---------------------------------------- |
| 1.                           | 22.11.1967                   | Glasgow                      | Walia                        |                              | 3:2                          | el. Euro 1968, British Home Championship |
| 2.                           | 30.05.1968                   | Amsterdam                    | Holandia                     |                              | 0:0                          | towarzyski                               |
| 3.                           | 18.04.1970                   | Belfast                      | Irlandia Północna            |                              | 1:0                          | British Home Championship                |
| 4.                           | 21.04.1971                   | Lizbona                      | Portugalia                   |                              | 0:2                          | el. Euro 72                              |
| 5.                           | 15.05.1971                   | Cardiff                      | Walia                        |                              | 0:0                          | British Home Championship                |
| 6.                           | 18.05.1971                   | Glasgow                      | Irlandia Północna            |                              | 0:1                          | British Home Championship                |
| 7.                           | 22.05.1971                   | Londyn                       | Anglia                       |                              | 1:3                          | British Home Championship                |
| 8.                           | 09.06.1971                   | Kopenhaga                    | Dania                        |                              | 0:1                          | el. Euro 72                              |
| 9.                           | 14.06.1971                   | Moskwa                       | ZSRR                         |                              | 0:1                          | towarzyski                               |
| 10.                          | 10.11.1971                   | Aberdeen                     | Belgia                       |                              | 1:0                          | el. Euro 72                              |
| 11.                          | 20.05.1972                   | Glasgow                      | Irlandia Północna            |                              | 2:0                          | British Home Championship                |
| 12.                          | 24.05.1972                   | Glasgow                      | Walia                        |                              | 1:0                          | British Home Championship                |
| 13.                          | 27.05.1972                   | Glasgow                      | Anglia                       |                              | 0:1                          | British Home Championship                |
| 14.                          | 02.07.1972                   | Porto Alegre                 | Czechosłowacja               |                              | 0:0                          | Taça Independência                       |
| 15.                          | 05.07.1972                   | Rio de Janeiro               | Brazylia                     |                              | 0:1                          | Taça Independência                       |
| 16.                          | 18.10.1972                   | Kopenhaga                    | Dania                        |                              | 4:1                          | el. MŚ 1974                              |
| 17.                          | 14.02.1973                   | Glasgow                      | Anglia                       |                              | 0:5                          | Mecz 100-lecia SFA                       |

## Kariera trenerska
Po zakończeniu kariery piłkarskiej Clark został trenerem. W latach 1984–1985 prowadził w zimbabwejski klub Highlanders. W latach 1985–1993 pracował w USA w uniwersytecki klub Dartmouth College. W latach 1994–1996 był reprezentację Nowej Zelandii. Odszedł po nieudanym starcie w Pucharze Narodów Oceanii 1996. W 1996 powrócił do USA i do chwili obecnej pracuje na tamtejszych uniwersytetach.